# Selo Barba Branca
Os selos Barba Branca constituíam a sétima série de peças filatélicas lançadas pelos correios do Brasil.
Ganharam este nome graças à estampa do imperador Dom Pedro II, que no ano de 1877, quando estes selos foram emitidos, já apresentava a barba branca, resultado dos problemas causados pela Guerra do Paraguai, segundo historiadores.
Em denteação percê (em linha), foram emitidos selos nos valores de 10 rs. (vermelho), 20 rs. (violeta), 50 rs. (azul), 80 rs. (carmim), 100 rs. (verde), 200 rs. (preto), 260 rs. (castanho), 300 rs. (ocre), 700 rs. (castanho) e 1000 rs. (cinza).